# Гриценко Олена Аврамівна
Гриценко Олена Аврамівна 14 лютого 1951, м. Харків) — український економіст, доктор економічних наук, професор

## Навчання
Закінчила Харківський державний університет (1973).

## Діяльність
З 1978 року працює у Національної юридичнsої академії України ім. Ярослава Мудрого в м. Харків.
У 2004 році була призначена на посаду професора кафедри економічної теорії аекадемії.
Досліджує такі питання:
- проблеми інституціональної економічної теорії;
- закономірності функціонування ринку нерухомості;
- питання методології оцінювання економічних благ.

## Родина
Чоловік Андрія Андрійовича Гриценка.
Мають двох дітей:
- син Руслан (1973) — економіст, кандидат економічних наук;
- дочка Світлана (1981) — економіст.

## Праці
- Предприниматель на денежном рынке и рынке недвижимости. Х., 1999;
- Рынок недвижимости: закономерности становления и функционирования (вопросы методологии и теории). Х., 2002;
- Основи економічної теорії: Підруч. К., 2003 (співавт.);
- Перехідна економіка: Підруч. К., 2003 (співавт.).